# Kálmán Petrovics
Kálmán Petrovics är en ungersk kanotist.
Han tog bland annat VM-guld i K-4 10000 meter i samband med sprintvärldsmästerskapen i kanotsport 1985 i Szeged.